# Kopakkakivi
Kopakkakivi är en klippa i Finland.   Den ligger i den ekonomiska regionen  Ylivieska ekonomiska region  och landskapet Norra Österbotten, i den centrala delen av landet, 400 km norr om huvudstaden Helsingfors. Kopakkakivi ligger 60 meter över havet.
Terrängen runt Kopakkakivi är mycket platt. Runt Kopakkakivi är det ganska glesbefolkat, med 22 invånare per kvadratkilometer. Närmaste större samhälle är Ylivieska, 12,4 km söder om Kopakkakivi. I omgivningarna runt Kopakkakivi växer i huvudsak blandskog.